# Jistebník
Jistebník (en allemand : Stiebnig) est une commune du district de Nový Jičín, dans la région de Moravie-Silésie, en République tchèque. Sa population s'élevait à 1 626 habitants en 2020.

## Géographie
Jistebník se trouve à 4 km au sud de Klimkovice, à 13 km au sud-ouest du centre d'Ostrava, à 20 km au nord-nord-est de Nový Jičín et à 268 km à l'est-sud-est de Prague.
La commune est limitée par Klimkovice au nord, par Ostrava au nord-est, par Stará Ves nad Ondřejnicí au sud-est, par Petřvald au sud, et par Studénka au sud-ouest et par Bravantice à l'ouest.

## Histoire
La première mention écrite de la localité date de 1373.